# Dekanat East Coast (archidiecezja kapsztadzka)
Dekanat East Coast – jeden z 8 dekanatów rzymskokatolickiej archidiecezji kapsztadzkiej w Południowej Afryce. 
Według stanu na listopad 2017 w skład dekanatu East Coast wchodziło 7 parafii rzymskokatolickich. Urząd dziekana sprawował wówczas Fr Paul Taylor. 

## Lista parafii
Źródło:
| Lp. | Miejscowość      | Parafia                                       | Grafika | Kościół                                                  | Adres                                              | Proboszcz                  |
| --- | ---------------- | --------------------------------------------- | ------- | -------------------------------------------------------- | -------------------------------------------------- | -------------------------- |
| 1   | Hermanus         | Parafia Najświętszej Maryi Panny Pani Światła |         | Kościół Najświętszej Maryi Panny Pani Światła w Hermanus | 21 Lord Roberts Road Hermanus 7200                 | Fr Christian Frantz        |
| 2   | Khayelitsha      | Parafia św. Rafała                            |         | Kościół św. Rafała w Khayelitsha                         | E504 Silumko Street Khayelitsha Town 1             | Fr Mathew Mengistu Ledo AJ |
| 3   | Kleinvlei        | Parafia św. Katarzyny Sieneńskiej             |         | Kościół św. Katarzyny Sieneńskiej w Kleinvlei            | Cnr Mimosa & Hakea Streets Kleinvlei 7100          | Fr Emmanuel Okika          |
| 4   | Overberg-Grabouw | Parafia Najświętszej Maryi Panny z Grabouw    |         | Kościół Najświętszej Maryi Panny z Grabouw w Overberg    | 6 Caledon Street Grabouw 7160                      | Fr John Keough             |
| 5   | Somerset West    | Parafia św. Pawła                             |         | Kościół św. Pawła w Somerset West                        | 45 Andries Pretorius Street Somerset West 7130     | Fr John Bartmann           |
| 6   | Stellenbosch     | Parafia św. Mikołaja                          |         | Kościół św. Mikołaja w Stellenbosch                      | 16 Paul Kruger Street Stellenbosch 7600            | Fr Wim Lindeque            |
| 7   | Strand           | Parafia św. Piotra                            |         | Kościół św. Piotra w Strand                              | Cnr Gordon’s Bay Rd & Van Der Merwe St Strand 7140 | Fr Brian Gelant            |